# Angelo Tarchi

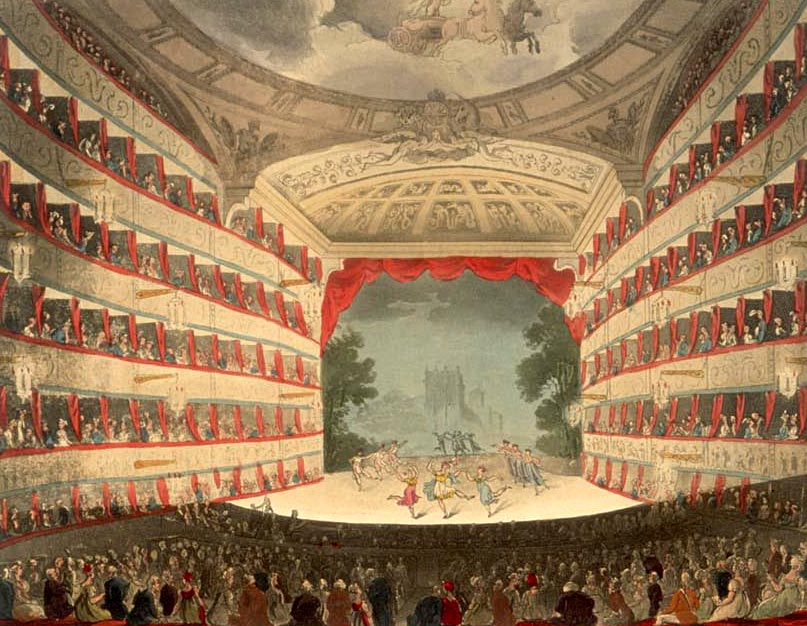
El Teatro Haymarket de Londres donde Tarchi ejerció su labor como director y compositor. Augustus Pugin, (1808)

Angelo Tarchi (Nápoles, 1759 o 1760 – París, 19 de agosto de 1814) fue un compositor italiano que desarrolló su obra en la segunda mitad del siglo XVIII, perteneciendo por lo tanto al periodo clásico de la historia de la música. 

## Biografía
En 1771 se encuentra estudiando en el Conservatorio de la Pietà dei Turchini de su ciudad natal, donde recibe instrucción musical de Lorenzo Fago y Nicola Sala. 
En 1778 estrena, en el propio Conservatorio napolitano, su primera ópera bufa L’archetiello, cantada en dialecto napolitano.
Entre 1778 y 1780 estrenó varias óperas bufas, siempre en los diferentes teatros de Nápoles. 
Desde 1781 al carnaval de 1785 trabajó en Roma, y hasta el final de este año en Florencia. 
Entre 1787 y 1788 desarrolló su actividad en Milán, donde ya en 1783 había presentado en el Teatro alla Scala su primera ópera seria Ademira.
Poco a poco su fama se fue extendiendo por Europa de manera que desde 1788 a 1790 fue nombrado director y compositor del Kin’g Theater in the Haymarket de Londres. 
Durante el periodo 1790, 1791 residió en París donde presentó varios trabajos operísticos, entre los que destacó Il conte di Saldagna (estrenado en la Scala en 1787). En los primeros años de la década de los noventa y debido a graves problemas de salud, su producción operística sufrió un notable descenso. 
En 1797 estrenó su última ópera italiana y a partir de entonces sólo trabajaría en óperas cantadas en francés, aunque siempre influidas por la ópera bufa napolitana.
En 1802 abandonó definitivamente la composición para dedicarse hasta el final de su vida a la enseñanza.

## Óperas
- Anexo: Óperas de Angelo Tarchi